# Referendum consultivo in Veneto del 2017
Il referendum consultivo del 2017 in Veneto è stato una consultazione referendaria regionale che si è svolta in Veneto il 22 ottobre 2017. Il referendum è stato deliberato dal consiglio regionale del Veneto per conoscere il parere degli elettori della regione circa l'attribuzione di ulteriori forme e condizioni particolari di autonomia al proprio ente territoriale, come previsto dall'articolo 116 della Costituzione italiana. Per l'efficacia della consultazione era richiesta la partecipazione della maggioranza degli aventi diritto al voto.
Il referendum, in quanto consultivo, non era giuridicamente vincolante; tuttavia, ai sensi dell'articolo 27, comma 2, dello Statuto regionale, essendo stato raggiunto il quorum, il consiglio regionale è stato tenuto a esaminare l'argomento referendario entro novanta giorni dalla proclamazione dei risultati. Essendo prevalsi i voti favorevoli, il presidente della giunta ha presentato all'assemblea legislativa un programma di negoziati da condurre con l'esecutivo statale, unitamente a un disegno di legge di recepimento del percorso e dei contenuti per il conseguimento dell'autonomia differenziata.
In provincia di Belluno, in aggiunta al referendum regionale, nella stessa giornata si è tenuto altresì un referendum consultivo per una maggiore autonomia provinciale che ha dato anch'esso esito positivo.

## Storia

### Precedenti tentativi di referendum per l'autonomia del Veneto
Nel 1991-1992 il consiglio regionale del Veneto, all'epoca guidato dalla maggioranza composta da Democrazia Cristiana, Partito Socialista, Partito Socialdemocratico e Partito Repubblicano, approvò la proposta del gruppo socialista veneto di indire una consultazione popolare per chiedere che il Veneto diventasse regione a statuto speciale.. Contrari alla proposta furono il Partito Democratico della Sinistra e la Federazione dei Verdi, ma anche i due movimenti autonomisti Liga Veneta e Union del popolo veneto oltre che i vertici nazionali del PSI, tra cui Gianni De Michelis e Giuliano Amato. Il governo Andreotti impugnò la legge regionale, che venne annullata dalla Corte costituzionale. Secondo i giudici della Consulta del 1992, il referendum consultivo regionale «per quanto sprovvisto di efficacia vincolante, non può non esercitare la sua influenza, di indirizzo e di orientamento, oltre che nei confronti del potere di iniziativa spettante al Consiglio regionale, anche nei confronti delle successive fasi del procedimento di formazione della legge statale, fino a condizionare scelte discrezionali affidate alla esclusiva competenza di organi centrali dello stato: con la conseguente violazione di quel limite già indicato da questa Corte come proprio dei referendum consultivi regionali e riferito all'esigenza di evitare "il rischio di influire negativamente sull'ordine costituzionale e politico dello stato"».
Nel 1998 la Regione del Veneto, guidata da Giancarlo Galan, ripropose la richiesta di referendum sull'autonomia, ma anche in questo secondo caso il provvedimento venne impugnato dal governo Prodi e annullato nel 2000 dalla Corte costituzionale, per motivazioni analoghe alla precedente sentenza del 1992.
Nel 2000-2001 il consiglio regionale veneto riapprovò, unitamente a Lombardia e Piemonte e poi la Liguria, una terza legge regionale per istituire un "Referendum consultivo in merito alla presentazione di una proposta di legge costituzionale per il trasferimento alla Regione del Veneto delle funzioni statali in materia di sanità, formazione professionale ed istruzione, polizia locale". Anche in questo caso, il governo Amato II propose l'impugnativa costituzionale, ma il successivo governo Berlusconi II ritirò il ricorso. Peraltro, molte materie di competenza statale erano state attribuite alle regioni per effetto della riforma del Titolo V della Costituzione, confermata dal referendum costituzionale del 2001.
Il governo Berlusconi II portò nel 2005-2006 all'approvazione di un ulteriore progetto di revisione costituzionale, il quale prevedeva, seppur insieme alla ricentralizzazione di buona parte delle competenze legislative, il passaggio delle funzioni in materia di sanità, istruzione e polizia amministrativa regionale dallo stato alle regioni. Allo scopo di far approvare tale riforma, le regioni Lombardia e Veneto furono promotrici del referendum costituzionale del 2006, mentre altre 14 regioni italiane chiesero anch'esse lo svolgimento del referendum confermativo, ma al fine di bocciare la proposta. Significativo fu l'esito del referendum del 25-26 giugno 2006: la proposta di modifica alla parte II della Costituzione venne bocciata dagli elettori a livello nazionale, ma Lombardia e Veneto furono le uniche due regioni, oltre alla circoscrizione Estero, in cui prevalse il sì alla riforma.

### Precedenti richieste di attuazione dell'art. 116 della Costituzione
Nel 2007 il Veneto, così come nello stesso anno la Lombardia, nel 2003 la Toscana e nel 2008 il Piemonte, aveva approvato l'avvio delle trattative col governo statale per l'attribuzione delle materie indicate dall'articolo 116, comma 3, della Costituzione; tuttavia, nessuna delle regioni richiedenti era poi riuscita a condurre in porto il negoziato sulle forme e condizioni particolari di autonomia richieste.

### Iniziativa consiliare del 2014
La consultazione referendaria è stata istituita dalla legge regionale n. 15 del 2014. In origine detta legge prevedeva che, in caso di fallimento del negoziato tra la giunta regionale e il governo nazionale sul testo referendario da sottoporre al voto popolare, la scheda avrebbe contenuto una pluralità di quesiti in tema di autonomia, anche fiscale:
1. attribuzione di ulteriori forme e condizioni particolari di autonomia alla regione;
2. destinazione a beni e servizi regionali di almeno l'80% dei tributi pagati dai cittadini veneti all'amministrazione centrale;
3. trattenimento da parte della regione di almeno l'80% delle tasse riscosse in Veneto;
4. esenzione del gettito derivante dalle fonti di finanziamento regionale da vincoli di destinazione;
5. trasformazione del Veneto in regione a statuto speciale.

In aggiunta al referendum autonomista, il consiglio veneto approvò inoltre la legge regionale n. 16 del 2014, concernente l'indizione di un referendum consultivo sull'indipendenza del Veneto.

### Impugnazione governativa
A seguito dell'impugnazione statale delle leggi regionali n. 15 e n. 16 del 2014, si è instaurato un giudizio sulla legittimità costituzionale dei due provvedimenti normativi.
La Corte costituzionale, con sentenza n. 118 del 25 giugno 2015, ha dichiarato in primis l'illegittimità costituzionale del referendum consultivo sull'indipendenza di un'ipotetica Repubblica veneta dall'Italia, poiché le scelte fondamentali di livello costituzionale sono precluse ai referendum regionali e in quanto il quesito era in aperto contrasto col principio di unità e indivisibilità della Repubblica italiana.
La Corte ha poi annullato anche gli ultimi quattro dei cinque quesiti sull'autonomia regionale, essendo in conflitto col divieto (previsto anche dallo Statuto veneto) di sottoporre a referendum argomenti di materia tributaria (quesiti nn. 2, 3 e 4) e per violazione della competenza esclusiva del parlamento nazionale in merito all'individuazione delle regioni a statuto speciale (quesito n. 5).
Infine la Corte costituzionale ha invece ammesso il quesito n. 1, in quanto «non prelude a sviluppi dell’autonomia eccedenti i limiti costituzionalmente previsti» e «si colloca in una fase anteriore ed esterna rispetto al procedimento prestabilito all'art. 116 della Costituzione» il quale, al terzo comma, consente alle regioni a statuto ordinario di chiedere l'attribuzione di ulteriori competenze nelle materie di legislazione concorrente e, limitatamente all'organizzazione della giustizia di pace, alle norme generali sull'istruzione e alla tutela dell'ambiente, dell'ecosistema e dei beni culturali, in quelle di legislazione esclusiva dello Stato.
In merito all'opportunità di svolgere il referendum, la Corte costituzionale ha sottolineato la «[non] sovrapposizione tra la consultazione popolare regionale e il procedimento di cui all'art. 116, commi terzo e quarto, Cost.». Il referendum consultivo, infatti, si colloca in una fase precedente all'iniziativa regionale che deve predisporre, previa l'inderogabile consultazione degli enti locali, una proposta di legge nazionale che deve poi essere approvata a maggioranza assoluta dei componenti di entrambe le Camere del Parlamento.

### Indizione del referendum

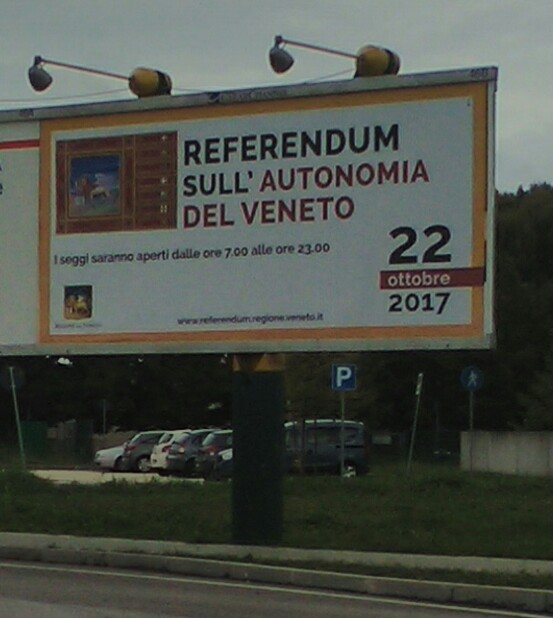
Manifesto istituzionale del referendum regionale

Il 24 aprile 2017 il presidente della regione veneta Luca Zaia ha emanato il decreto di convocazione delle urne, fissando simbolicamente la data della consultazione per il 22 ottobre dello stesso anno, nella seconda giornata del 151º anniversario del plebiscito del Veneto – tenutosi il 21 e 22 ottobre 1866 – che sancì l'unificazione delle province venete e di quella di Mantova al Regno d'Italia.
La data prescelta, concordata insieme con il presidente della Lombardia (regione in cui si è svolto un analogo referendum consultivo), dovrebbe aiutare – secondo le intenzioni di Zaia – a «dare una risposta corale» allo storico plebiscito del 1866 e riaffermare la «genetica voglia di autodeterminazione» del popolo veneto.

### Costi organizzativi
Le spese previste per l'organizzazione del referendum – interamente a carico dell'amministrazione regionale – ammontano a 14 milioni di euro, di cui 1.200.000 euro destinati alla campagna di informazione istituzionale promossa dalla regione.

### Ricorsi contro la consultazione
Successivamente all'indizione del voto, due elettori residenti in Veneto hanno presentato un ricorso d'urgenza al TAR del Veneto e un altro al tribunale di Venezia al fine di impedire la celebrazione del referendum; i due ricorsi sono stati respinti rispettivamente il 7 e il 26 settembre.

## Sondaggi prima del voto
| Data          | Realizzatore         | Committente | Camp. | Sì              | No           | Altro               | Scarto | Affl. | Quorum | Note    |     |      |     |      |      |      |         |         |
| ------------- | -------------------- | ----------- | ----- | --------------- | ------------ | ------------------- | ------ | ----- | ------ | ------- | --- | ---- | --- | ---- | ---- | ---- | ------- | ------- |
| Data          | Realizzatore         | Committente | Camp. | 4-9 agosto 2017 | Winpoll srls | Corriere del Veneto | Scarto | Affl. | Quorum | Note    | 800 | 92,0 | 8,0 | 14,0 | 84,0 | 49,0 | Incerto | [ N 1 ] |
| 56,0          | Sì                   | [ N 2 ]     |       | 4-9 agosto 2017 | Winpoll srls | Corriere del Veneto |        |       |        |         | 800 | 92,0 | 8,0 | 14,0 | 84,0 |      |         |         |
| 7 luglio 2016 | Demetra opinioni.net | Quaeris     | ?     | 83,0            | 17,0         | 12,0                | 66,0   | 78,6  | Sì     | [ N 3 ] |     |      |     |      |      |      |         |         |

## Il quesito

### Oggetto
L'articolo 116, terzo comma, della Costituzione prevede che le regioni a statuto ordinario possano richiedere – su propria iniziativa e con successiva legge statale approvata a maggioranza assoluta da entrambe le Camere – ulteriori forme e condizioni particolari di autonomia nell'ambito dell'organizzazione della giustizia di pace, delle norme generali sull'istruzione e della tutela dell'ambiente, dell'ecosistema e dei beni culturali, nonché delle materie di competenza concorrente.
Come evidenziato dalla Corte costituzionale, «manca nel quesito [referendario veneto] qualsiasi precisazione in merito agli ambiti di ampliamento dell'autonomia regionale su cui si intende interrogare gli elettori», tuttavia dal momento che è ripetuta testualmente la stessa frase usata nell'art. 116 della Costituzione, è chiaro che la "maggiore autonomia" può riguardare solo le «materie di cui al terzo comma dell’art. 117 e le materie indicate dal secondo comma del medesimo articolo alle lettere l), limitatamente all'organizzazione della giustizia di pace, n) e s)». Tale precisazione è stata poi espressamente sancita nell'intesa per lo svolgimento del referendum conclusa tra la regione e le prefetture del Veneto.

### Scheda
- Colore scheda: celeste
- Motto: Referendum regionale consultivo sull'autonomia del Veneto

## Posizioni

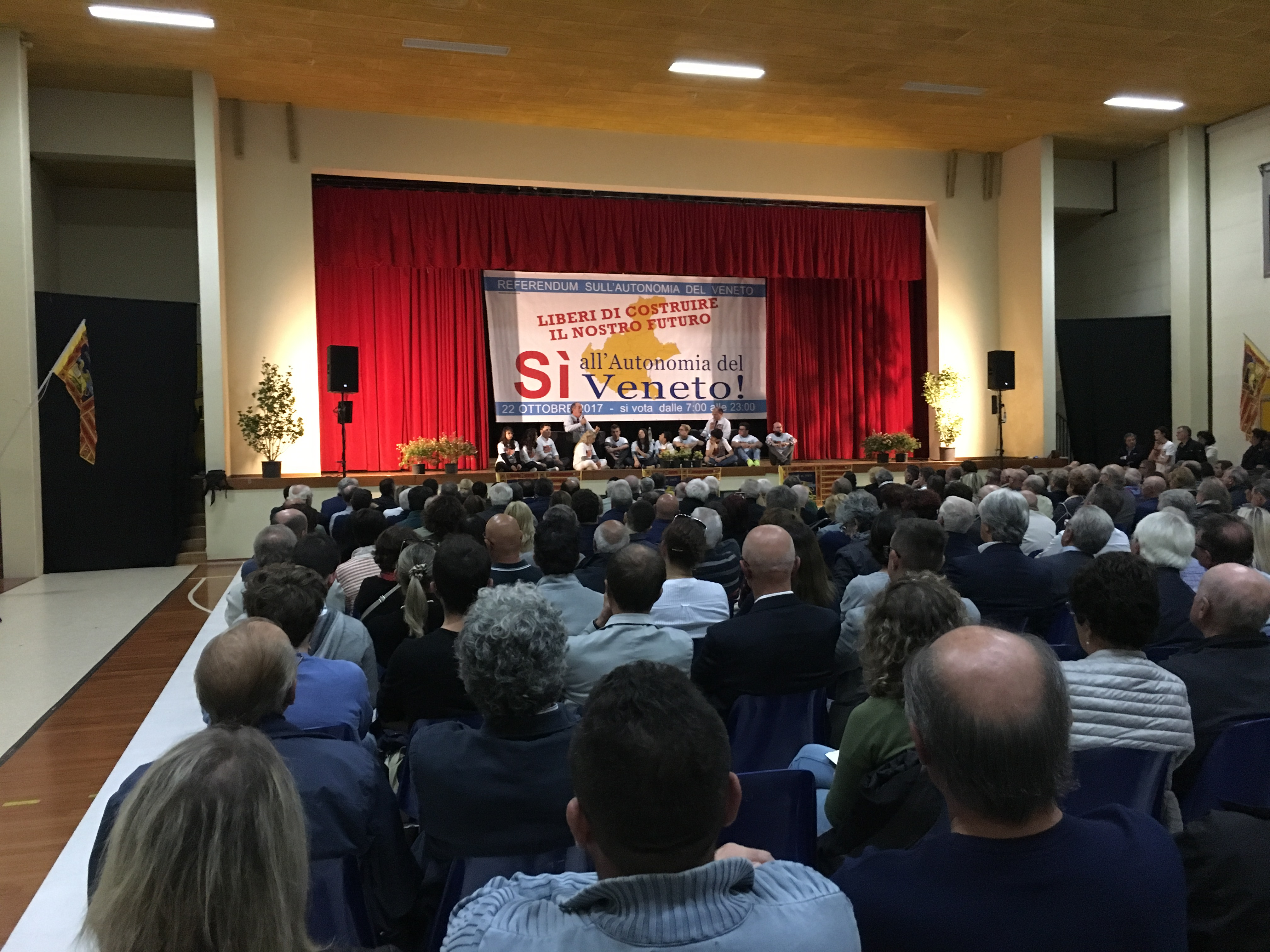
Un momento della campagna elettorale

Il principale dibattito politico non riguarda il merito del quesito in sé, dal momento che la quasi totalità delle forze politiche e sociali ritengono che la richiesta di maggiore autonomia regionale sia necessaria per rispondere alle esigenze della società, ma è incentrato sull'opportunità di svolgere il referendum, la sua efficacia e i costi.
Alcuni esponenti politici ed opinionisti, ricalcando in parte la motivazione della sentenza della Corte costituzionale, hanno espresso l'opinione che il referendum sia inutile, dal momento che da un punto di vista meramente formale l'art. 116 della Costituzione non richiede espressamente l'indizione di una consultazione del corpo elettorale per poter avanzare al Parlamento la proposta di maggiore autonomia regionale; a tal proposito, è stato citato l'esempio del presidente regionale dell'Emilia-Romagna che, pur "rispettando la decisione di Veneto e Lombardia di fare un referendum pienamente legittimo", ha deciso di avviare un diverso percorso di consultazione di imprese, sindacati, territori e associazioni.
I promotori del referendum invece hanno evidenziato che, in base allo statuto regionale, "La Regione promuove la partecipazione ai processi di determinazione delle proprie scelte legislative e amministrative da parte dei cittadini". Inoltre, secondo loro, il risultato del referendum avrà un grande valore politico quando sarà presentata al Parlamento e al governo la richiesta di maggiore autonomia. Per tale motivo, i promotori ritengono che sia più importante l'affluenza che non l'esito dello scrutinio (il quale appare scontato).
Gli elenchi che seguono rappresentano i soggetti individuati dal Comitato regionale per le comunicazioni del Veneto, in conformità con le disposizioni dell'Autorità per le garanzie nelle comunicazioni. Tra questi non figura alcun comitato promotore del referendum, essendo stato promosso dalle istituzioni regionali venete che, in quanto enti pubblici, non possono svolgere propaganda elettorale.

### Forze politiche in consiglio regionale
Nella tabella seguente sono elencate le posizioni espresse dalle forze politiche che costituiscono un gruppo autonomo nel Consiglio regionale del Veneto.

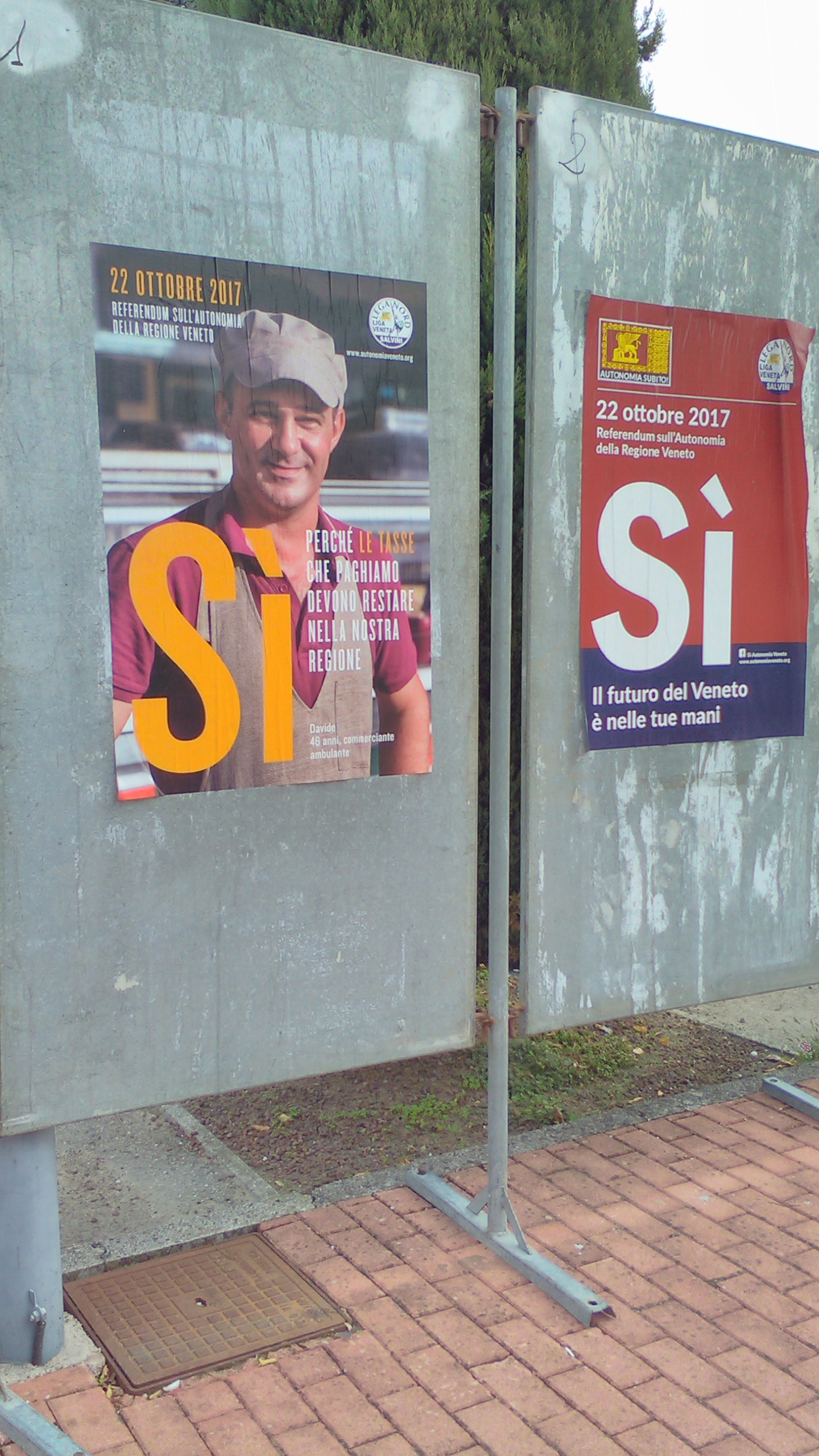
Manifesti politici per il referendum veneto

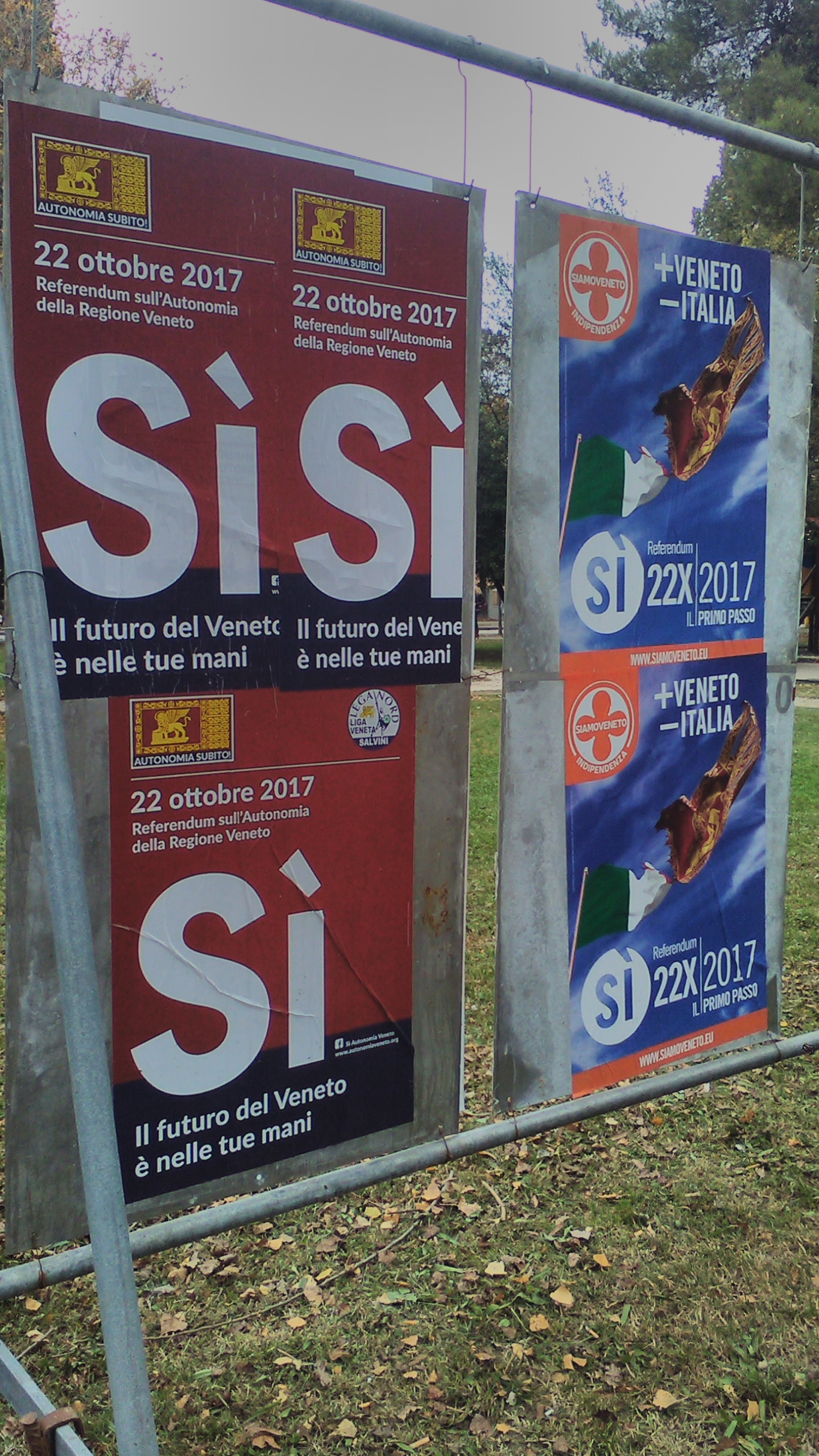
Propaganda referendaria

| Gruppo                                                   | Ind. di voto | Fonte  |
| -------------------------------------------------------- | ------------ | ------ |
| Liga Veneta – Lega Nord                                  | Sì           | [ 46 ] |
| Partito Democratico                                      | Sì           | [ 47 ] |
| Forza Italia                                             | Sì           | [ 48 ] |
| Alessandra Moretti Presidente                            | Sì           | [ 49 ] |
| Fratelli d'Italia – AN – Movimento per la cultura rurale | Sì           | [ 50 ] |
| Siamo Veneto - Partito dei Veneti                        | Sì           | [ 51 ] |
| Veneto Civico                                            | Sì           | [ 52 ] |
| Zaia Presidente                                          | Sì           | [ 53 ] |
| Movimento 5 Stelle                                       | Sì           | [ 54 ] |
| Centro Destra Veneto – Autonomia e libertà               | Sì           | [ 49 ] |
| Area Popolare Veneto                                     | Sì           | [ 55 ] |
| Il Veneto del Fare – Flavio Tosi                         | Sì           | [ 56 ] |
| Veneto per l'Autonomia                                   | Sì           | [ 49 ] |
| Gruppo misto                                             | Sì           | [ 58 ] |
| Gruppo misto                                             | Astensione   | [ 59 ] |

### Forze politiche nel parlamento italiano o europeo
| Partito                                                 | Ind. di voto | Fonte         |
| ------------------------------------------------------- | ------------ | ------------- |
| Movimento Democratico e Progressista                    | Astensione   | [ 59 ]        |
| IDeA – Popolo e Libertà                                 | Sì           | [ 59 ]        |
| Partito della Rifondazione Comunista – Sinistra Europea | Astensione   | [ 59 ]        |
| Partito Socialista Italiano                             | Astensione   | [ 60 ]        |
| Sinistra Italiana – Possibile                           | Astensione   | [ 61 ] [ 62 ] |

### Comitati, movimenti, associazioni e altri organismi collettivi
| Soggetto                                                                                  | Ind. di voto | Fonte  |
| ----------------------------------------------------------------------------------------- | ------------ | ------ |
| Comitato veneti liberi per il sì                                                          | Sì           | [ 63 ] |
| Comitato civico referendario sì all'autonomia del Veneto                                  | Sì           | [ 59 ] |
| Comitato vota sì al referendum del 22 ottobre per l'autonomia                             | Sì           | [ 59 ] |
| Associazione noi Veneto indipendente – Indipendenza noi Veneto                            | Sì           | [ 59 ] |
| Associazione sovranazionale del popolo veneto – Supranational venetian people association | Sì           | [ 59 ] |
| Comitato per l'autonomia del Veneto                                                       | Sì           | [ 59 ] |
| Veneto serenissimo governo                                                                | Sì           | [ 59 ] |
| Movimento Indipendenza Veneta                                                             | Sì           | [ 59 ] |
| Comitato Veneto vivo per il sì all'autonomia                                              | Sì           | [ 64 ] |
| Comitato referendario dasoli                                                              | Sì           | [ 59 ] |
| Comitato veneti per l'astensione                                                          | Astensione   | [ 59 ] |
| Comitato riscossa civica veneta contro il referendum farlocco                             | Astensione   | [ 59 ] |

## Risultati
Gli elettori chiamati al voto nella regione sono stati 4 019 628, suddivisi nelle 4 739 sezioni elettorali di 575 comuni.
I seggi elettorali sono stati aperti dalle ore 7:00 alle 23:00, nella sola giornata di domenica 22 ottobre 2017.

### Rilevazioni dell'affluenza
| Provincia | 12:00 | 19:00 | 23:00 |
| --------- | ----- | ----- | ----- |
| Belluno   | 19,0% | 45,0% | 51,4% |
| Padova    | 21,7% | 52,1% | 59,7% |
| Rovigo    | 16,0% | 41,9% | 49,9% |
| Treviso   | 22,7% | 51,6% | 58,1% |
| Venezia   | 18,8% | 47,1% | 53,7% |
| Verona    | 19,2% | 47,2% | 55,5% |
| Vicenza   | 25,2% | 55,9% | 62,7% |
| Veneto    | 21,1% | 50,1% | 57,2% |

Fonte: Consiglio regionale veneto.

### Dettagli dello scrutinio
| Risultati         | Preferenze | Percentuale su voti validi | Percentuale su votanti | Percentuale su elettori |
| ----------------- | ---------- | -------------------------- | ---------------------- | ----------------------- |
| Sì                | 2 273 985  | 98,1%                      | 97,6%                  | 56,6%                   |
| No                | 43 938     | 1,9%                       | 1,9%                   | 1,1%                    |
| Schede bianche    | 5 163      | –                          | 0,2%                   | 0,1%                    |
| Schede nulle      | 5 865      | –                          | 0,3%                   | 0,1%                    |
| Schede contestate | 9          | –                          | 0,0%                   | 0,0%                    |
| Totale votanti    | 2 328 947  | –                          | –                      | 57,9%                   |
| Corpo elettorale  | 4 019 628  | –                          | –                      | 100,00%                 |

Fonte: Consiglio regionale veneto.

#### Risultati per provincia o città metropolitana
| Provincia | Sì         | Sì          | No         | No          | Affluenza | Affluenza  |
| Provincia | Preferenze | % voti val. | Preferenze | % voti val. | Votanti   | % elettori |
| --------- | ---------- | ----------- | ---------- | ----------- | --------- | ---------- |
| Belluno   | 103 627    | 97,4%       | 2 782      | 2,6%        | 107 708   | 51,4%      |
| Padova    | 439 209    | 98,0%       | 9 004      | 2,0%        | 450 369   | 59,7%      |
| Rovigo    | 98 600     | 98,0%       | 1 997      | 2,0%        | 101 027   | 49,9%      |
| Treviso   | 433 281    | 98,1%       | 8 318      | 1,9%        | 443 751   | 58,1%      |
| Venezia   | 366 282    | 98,0%       | 7 471      | 2,0%        | 375 296   | 53,7%      |
| Verona    | 391 537    | 98,3%       | 6 832      | 1,7%        | 399 863   | 55,5%      |
| Vicenza   | 441 449    | 98,3%       | 7 534      | 1,7%        | 450 933   | 62,7%      |
| Veneto    | 2 273 985  | 98,1%       | 43 938     | 1,9%        | 2 328 947 | 57,2%      |

Fonte: Consiglio regionale veneto.

## Conseguenze del voto
Il giorno successivo al referendum, la giunta regionale del Veneto si è riunita in seduta straordinaria per deliberare preliminarmente un disegno di legge da sottoporre al Consiglio regionale del Veneto avente come oggetto una proposta di legge statale da trasmettere al parlamento nazionale al fine di chiedere il trasferimento delle 23 competenze previste dallo Stato alla Regione; l'atto è stato approvato dall'aula consiliare il 15 novembre 2017, unitamente a un ordine del giorno che conferisce al presidente Zaia un ampio mandato nell'ambito della trattativa con l'esecutivo statale.
Nella medesima seduta, la giunta veneta ha altresì deliberato una proposta da sottoporre all'approvazione del Consiglio regionale al fine di presentare al Parlamento, ai sensi dell'articolo 121, comma 2, della Costituzione, un disegno di legge costituzionale avente come oggetto il riconoscimento del Veneto quale regione a statuto speciale. Infine, è stata approvata una delibera per l'istituzione della Consulta del Veneto per l'autonomia quale tavolo istituzionale per la rappresentanza dei territori e della società civile della regione nella fase di negoziato col governo centrale.
Il 28 febbraio 2018, al termine di tre mesi di negoziati, il presidente Luca Zaia (insieme ai presidenti Roberto Maroni e Stefano Bonaccini, suoi omologhi di Lombardia ed Emilia-Romagna) ha firmato col sottosegretario Gianclaudio Bressa un accordo preliminare in merito all'intesa prevista dall'articolo 116, comma 3, della Costituzione.
Il Parlamento ha poi approvato la legge 26 giugno 2024, n. 86 concernente le "Disposizioni per l'attuazione dell'autonomia differenziata delle Regioni a statuto ordinario ai sensi dell'articolo 116, terzo comma, della Costituzione", definendo le modalità per le intese tra lo Stato e le Regioni a statuto ordinario e stabilendo che per alcune materie lo Stato e le Regioni devono garantire "Livelli essenziali di prestazione" (LEP), ovvero standard minimi su tutto il territorio nazionale.

### Annotazioni
1. ↑  Dati ripercentualizzati computando solo tra chi andrà sicuramente a votare (il 49% del campione di 800 intervistati).
2. ↑  Somma di chi ha risposto "Probabilmente sì" e "Sicuramente sì" alla domanda "Lei andrà a votare al referendum?"
3. ↑  Dati ripercentualizzati computando solo tra chi andrà sicuramente a votare e voterà Sì o No.

### Fonti
1. ↑   Oggetto del quesito, su Regione del Veneto. URL consultato il 4 settembre 2017.
2. ↑   Legge regionale statutaria 17 aprile 2012, n. 1 "STATUTO DEL VENETO", su Consiglio Regionale Veneto. URL consultato il 26 giugno 2017 (archiviato dall'url originale il 30 agosto 2017).
3. ↑  Art. 2, c. 2, legge regionale n. 15 del 2014.
4. ↑   Referendum consultivo della Provincia di Belluno, su Provincia di Belluno, 29 agosto 2017. URL consultato l'8 settembre 2017.
5. ↑  Cfr. Delibera legislativa del Consiglio regionale del Veneto approvata in seconda lettura il 5 marzo 1992, avente ad oggetto "Referendum consultivo in merito alla presentazione di proposta di legge statale per la modifica di disposizioni costituzionali concernenti l'ordinamento delle Regioni".
6. ↑   Roberto Bianchin, Veneto, referendum per avere autonomia, in La Repubblica, 26 maggio 1991.
7. 1 2   Corte costituzionale, Sentenza n. 470 del 10-24 novembre 1992, in Gazzetta Ufficiale - 1 serie speciale - n. 50 del 2 dicembre 1992.
8. 1 2   Renzo Mazzaro, Veneto anno zero, Laterza,  p. 122, ISBN 978-88-581-2060-6.
9. ↑  Cfr. Legge regionale 8 ottobre 1998, avente ad oggetto "Referendum consultivo in merito alla presentazione di proposta di legge costituzionale per l'attribuzione alla Regione Veneto di forme e condizioni particolari di autonomia".
10. ↑   N. 42 RICORSO PER LEGITTIMITA' COSTITUZIONALE, in Gazzetta Ufficiale, 5 novembre 1998.
11. ↑   Corte costituzionale, Sentenza 496/2000.
12. ↑  A cui aggiunse la richiesta di gestione dei porti liguri.
13. ↑   Legge regionale 31 maggio 2002, n. 12 - REFERENDUM CONSULTIVO IN MERITO ALLA PRESENTAZIONE DI UNA PROPOSTA DI LEGGE COSTITUZIONALE PER IL TRASFERIMENTO ALLA REGIONE DEL VENETO DELLE FUNZIONI STATALI IN MATERIA DI SANITÀ, FORMAZIONE PROFESSIONALE E ISTRUZIONE, POLIZIA LOCALE, in Bollettino Ufficiale Regionale del Veneto, n. 56/2002.
14. ↑   Corte costituzionale, Ordinanza n. 189/2002, 6 maggio 2002.
15. ↑  Abruzzo, Basilicata, Calabria, Campania, Emilia-Romagna, Friuli-Venezia Giulia, Lazio, Liguria, Marche, Puglia, Sardegna (capofila), Toscana, Umbria, Valle d’Aosta.
16. ↑   Sofia Mannozzi, La riforma della seconda parte della Costituzione: l'ultima fase del processo legislativo e il referendum costituzionale, in Istituto di Studi sui Sistemi Regionali Federali e sulle Autonomie "Massimo Severo Giannini" - Consiglio Nazionale delle Ricerche (a cura di), Quarto Rapporto annuale sullo stato del regionalismo in Italia (2007), Milano, Giuffrè Editore, 2007,  pp. 24-24, ISBN 978-88-14-13554-5.
17. ↑   Ministero dell'Interno, Referendum del 25 giugno 2006, in Archivio storico delle elezioni.
18. ↑  Servizio studi del Senato (nota breve)
19. ↑   Legge regionale 19 giugno 2014, n. 16 "Indizione del referendum consultivo sull'indipendenza del Veneto", su Consiglio Regionale Veneto. URL consultato il 26 giugno 2017.
20. 1 2 3   Corte costituzionale, Sentenza n. 118 del 2015, su Consulta OnLine. URL consultato il 26 giugno 2017.
21. ↑  Art. 5, c. 1, Cost.
22. ↑  Art. 117, c. 3, Cost.
23. ↑  Art. 117, c. 2, lettere l), n), s), Cost.
24. ↑   Zaia firma il decreto che indice il referendum per l'autonomia del Veneto, in il Mattino di Padova, 24 aprile 2017. URL consultato il 28 aprile 2017.
25. ↑   Referendum consultivo per l'autonomia del Veneto: si vota il 22 ottobre, in La Nuova di Venezia e Mestre, 12 maggio 2017. URL consultato il 23 maggio 2017.
26. ↑   Maroni: «A ottobre il referendum sull’autonomia della Lombardia», in Corriere del Veneto, 20 aprile 2017. URL consultato il 23 maggio 2017.
27. ↑   Zaia: referendum il 22 ottobre. Salvini: «Dopo 30 anni più libertà», in Corriere del Veneto, 21 aprile 2017. URL consultato il 23 maggio 2017.
28. ↑   Referendum, «patto» fra governo e Regione (PDF), in Corriere del Veneto, 6 settembre 2017. URL consultato il 6 settembre 2017.
29. ↑  (PDF)  Deliberazione della Giunta Regionale n. 1235 del 2017 "Referendum consultivo sull'autonomia del Veneto. Campagna informativa. Adozione piano di comunicazione. Integrazioni e modifiche alla Deliberazione di Giunta regionale n.840 del 13 Giugno 2017.DGR n.88/Cr del 01.08.2017" - ALLEGATO A, su Bollettino Ufficiale della Regione del Veneto. URL consultato il 7 settembre 2017.
30. ↑  Referendum autonomia veneto, il Tar respinge ricorso contro consultazione
31. ↑  Referendum autonomia Veneto: il tribunale di Venezia respinge il ricorso
32. 1 2   Gestione Domande e Risposte Sondaggio, su sondaggipoliticoelettorali.it. URL consultato il 4 settembre 2017.
33. ↑   Dispositivo dell'art. 116 Costituzione, su brocardi.it. URL consultato il 17 settembre 2017.
34. ↑   PROTOCOLLO-REFERENDUM-AUTONOMIA-ZAIA-PREFETTI.pdf, su regioni.it. URL consultato il 25 settembre 2017 (archiviato dall'url originale il 26 settembre 2017).
35. ↑   Fac simile della scheda elettorale, su Referendum regionale consultivo sull'autonomia del Veneto, 1º settembre 2017. URL consultato il 2 settembre 2017.
36. ↑   Oriano Giovanelli, Cosa vorrebbe dire votare Sì al referendum di ottobre promosso da Veneto e Lombardia, in Huffington Post, 20 luglio 2017. URL consultato il 18 settembre 2017 (archiviato dall'url originale il 23 settembre 2017).
37. ↑   Ciclone Renzi su vaccini e campagna referendaria, in Il Mattino di Padova, 7 settembre 2017.
38. ↑   Paolo Balduzzi, Autonomia Lombardia e Veneto, due referendum identici e inutili, 15 luglio 2017.
39. 1 2   Autonomia regionale, l'Emilia-Romagna fa rete: "Avanti insieme", su Regione Emilia-Romagna, 3 agosto 2017. URL consultato il 18 settembre 2017 (archiviato dall'url originale il 18 settembre 2017).
40. ↑   "Niente referendum, costerebbe 25 milioni": il Pd stoppa il M5s sull'autonomia dell'Emilia-Romagna, in Repubblica, 26 luglio 2017.
41. ↑   Alessandro Franzi, Referendum per l’autonomia in Lombardia e Veneto: tutto quello che volevate sapere (e non avete mai osato chiedere, in Linkiesta, 5 luglio 2017.
42. ↑   Monica Zicchiero, Autonomia, il Veneto che dice no. Cresce il fronte astensionista, in Corriere del Veneto, 5 settembre 2017.
43. ↑   Referendum consultivo regionale del 22 ottobre 2017: adempimenti dei soggetti politici, su Corecom Veneto. URL consultato il 5 settembre 2017.
44. ↑   In vigore la par condicio, su Corecom Veneto. URL consultato il 5 settembre 2017.
45. ↑   Gruppi consiliari della X legislatura regionale, su Consiglio Regionale Veneto. URL consultato il 5 settembre 2017.
46. ↑   A Pontida per l'autonomia il 17 settembre, Erik Pretto per Lega Nord Vicenza: a chi porterà più persone Gonfalone di San Marco, in VicenzaPiù, 28 agosto 2017. URL consultato il 29 agosto 2017 (archiviato dall'url originale il 29 agosto 2017).
47. ↑   Sì all'autonomia prevista dalla Costituzione, su PD Veneto, 1º agosto 2017. URL consultato il 29 agosto 2017 (archiviato dall'url originale il 29 agosto 2017).
48. ↑   Autonomia Veneto. Forza Italia: "Bene la data certa del referendum", in VicenzaPiù, 24 aprile 2017. URL consultato il 29 agosto 2017.
49. 1 2 3   Lo scossone del referendum. Fuga da Tosi, sinistra divisa, in Il Mattino di Padova, 29 luglio 2017. URL consultato il 29 agosto 2017.
50. ↑   Berlato (FDI-AN-MCR): "Fratelli d'Italia - AN: voteremo convintamente a favore dell'autonomia del Veneto al referendum", su Consiglio Regionale Veneto, 24 aprile 2017. URL consultato il 29 agosto 2017.
51. ↑   Più veneto e meno Italia: al via la campagna referendaria di SiamoVeneto, su Siamo Veneto, 27 aprile 2017. URL consultato il 29 agosto 2017 (archiviato dall'url originale il 29 agosto 2017).
52. ↑   Dalla Libera: «Subito l'autonomia del Veneto», in Oggi Treviso, 22 febbraio 2017. URL consultato il 29 agosto 2017.
53. ↑   Referendum Autonomia Veneto: costituzione comitato per il Sì, in askanews, 27 maggio 2017. URL consultato il 29 agosto 2017.
54. ↑   Si al referendum in Lombardia e Veneto, su Blog di Beppe Grillo, 20 luglio 2017. URL consultato il 29 agosto 2017 (archiviato dall'url originale il 29 agosto 2017).
55. ↑   Referendum autonomia del Veneto, sì e subito!, su marinozorzato.it, 21 febbraio 2017. URL consultato il 4 settembre 2017 (archiviato dall'url originale il 4 settembre 2017).
56. ↑   "Fare! con Tosi": "Referendum per l'autonomia anche per l'Emilia Romagna", in Gazzetta di Parma, 18 agosto 2017. URL consultato il 29 agosto 2017 (archiviato dall'url originale il 29 agosto 2017).
57. ↑  Il vicepresidente del gruppo misto Valdegamberi (presentatore della proposta di legge regionale istitutiva del referendum autonomista Archiviato il 29 agosto 2017 in Internet Archive.) è per il sì, mentre il presidente Ruzzante è per l'astensione.
58. ↑   Referendum veneto, Valdegamberi: "Lo Stato nega l'uso della tessera elettorale", in VeronaSera, 28 agosto 2017. URL consultato il 29 agosto 2017.
59. 1 2 3 4 5 6 7 8 9 10 11 12 13 14   Corecom Veneto, Referendum consultivo regionale del 22 ottobre 2017: Elenco dei soggetti politici ai sensi dell'articolo 2, comma 1, della delibera AGCOM n.89/14/CONS (PDF), in Allegato alla Deliberazione n.3/2017, 6 luglio 2017.
60. ↑   Referendum autonomia: Nencini, inutile, ANSA, 29 settembre 2017. URL consultato il 29 settembre 2017 (archiviato il 29 settembre 2017).
61. ↑   La Lombardia e il Veneto di fronte a un referendum sbagliato, su possibile.com, Possibile, 29 settembre 2017. URL consultato il 18 ottobre 2017 (archiviato il 29 settembre 2017).
62. ↑   Referendum autonomista? No grazie è farsa leghista, su sinistraitaliana.si, Sinistra Italiana, 3 ottobre 2017. URL consultato il 18 ottobre 2017 (archiviato il 18 ottobre 2017).
63. ↑   Veneti Liberi X il Sì - Comitato referendario per l'autonomia del Veneto, su venetixilsi.com. URL consultato il 25 settembre 2017 (archiviato dall'url originale il 25 settembre 2017).
64. ↑  Comitato "Veneto Vivo per il Sì all'autonomia"
65. ↑   Affluenza Veneto, su referendum2017.consiglioveneto.it. URL consultato il 23 ottobre 2017.
66. 1 2   Scrutinio, su referendum2017.consiglioveneto.it. URL consultato il 23 ottobre 2017.
67. ↑   PDLS n. 43 : Iniziativa regionale contenente, ai sensi dell'articolo 2, comma 2, della legge regionale 19 giugno 2014, n. 15, percorsi e contenuti per il riconoscimento di ulteriori e specifiche forme di autonomia per la Regione del Veneto, in attuazione dell'articolo 116, terzo comma, della Costituzione, su consiglioveneto.it. URL consultato il 10 novembre 2017 (archiviato dall'url originale il 10 novembre 2017).
68. ↑  Rapporti internazionali e con l'Unione europea delle regioni; commercio con l'estero; tutela e sicurezza del lavoro; istruzione, salva l'autonomia delle istituzioni scolastiche e con esclusione della istruzione e della formazione professionale; professioni; ricerca scientifica e tecnologica e sostegno all'innovazione per i settori produttivi; tutela della salute; alimentazione; ordinamento sportivo; protezione civile; governo del territorio; porti e aeroporti civili; grandi reti di trasporto e di navigazione; ordinamento della comunicazione; produzione, trasporto e distribuzione nazionale dell'energia; previdenza complementare e integrativa; coordinamento della finanza pubblica e del sistema tributario; valorizzazione dei beni culturali e ambientali e promozione e organizzazione di attività culturali; casse di risparmio, casse rurali, aziende di credito a carattere regionale; enti di credito fondiario e agrario a carattere regionale, organizzazione della giustizia di pace, norme generali sull'istruzione, tutela dell'ambiente, dell'ecosistema e dei beni culturali.
69. ↑   Zaia contro Martina: «Non ci paragoni all'Emilia Romagna», in L'Arena, 23 ottobre 2017. URL consultato il 23 ottobre 2017 (archiviato il 23 ottobre 2017).
«La richiesta è una richiesta di 23 materie e 9/10 delle tasse, esattamente quello che la Costituzione prevede»
70. ↑   Referendum, affluenza e risultati live: il Veneto vota il 59,5%. In Lombardia oltre il 30%. Zaia: «Attacco hacker», in Corriere della Sera, 23 ottobre 2017 (archiviato il 23 ottobre 2017).
71. ↑   Autonomia - Il Consiglio regionale del Veneto ha approvato il PdLS n. 43, su consiglioveneto.it. URL consultato il 15 novembre 2017 (archiviato dall'url originale il 16 novembre 2017).
72. ↑   Autonomia: Veneto, ampio mandato a Zaia - Notizie - Ansa.it, su Agenzia ANSA, 15 novembre 2017. URL consultato il 21 marzo 2024.
73. ↑   Autonomia: dopo vittoria referendum giunta veneta approva DDL per 23 competenze e federalismo fiscale e uno per riconoscimento statuto speciale. Nasce la consulta del Veneto per l'autonomia, su Regione del Veneto, 23 ottobre 2017.
74. ↑  DELIBERAZIONE DELLA GIUNTA REGIONALE n. 1680 del 23 ottobre 2017 (Legge regionale 19 giugno 2014, n. 15 "Referendum consultivo sull'autonomia del Veneto". Disposizioni organizzative per l'avvio del negoziato con lo Stato ai sensi dell'articolo 116, terzo comma, della Costituzione, in attuazione dell'articolo 2, comma 2, LR 15/2014)
75. ↑   Autonomia, firmato l'accordo tra Governo e tre regioni, su euronews, 28 febbraio 2018. URL consultato il 21 marzo 2024.
76. ↑  Legge 26 giugno 2024, n. 86, in materia di "Disposizioni per l'attuazione dell'autonomia differenziata delle Regioni a statuto ordinario ai sensi dell'articolo 116, terzo comma, della Costituzione"